# Für den Himmel durch die Hölle
Für den Himmel durch die Hölle ist das elfte Studioalbum des deutschen Rappers Kontra K. Es erschien am 25. August 2022 über die Labels Letzte Wölfe und Universal Music in verschiedenen Versionen.

## Produktion
An der Produktion des Albums waren elf verschiedene Musikproduzenten beteiligt. Ein Großteil wurde von Beatzarre und Djorkaeff produziert, die an 20 der 23 Songs mitwirkten. Das Produzenten-Duo The Cratez schuf die Musik zu sechs Liedern, während Kalli an fünf Produktionen beteiligt war. Weitere unterstützende Produzenten waren Phil the Beat, Neal & Alex, Thilo Brandt, B-Case, YenoBeatz, MEZ und LS. Die Produktionen auf CD 2: Durch die Hölle enthalten Elemente der Rockmusik, wie E-Gitarren.

## Covergestaltung
Das Albumcover zeigt Kontra K, der nachts vor einem Auto und einem brennenden Haus steht. Oben im Bild befindet sich der weiße Schriftzug Kontra K, während der Titel Für den Himmel durch die Hölle, ebenfalls in Weiß, im unteren Bildteil steht.

## Gastbeiträge
Auf fünf Liedern des Albums treten neben Kontra K weitere Künstler in Erscheinung. So ist der Rapper Olexesh auf dem Song Wish zu hören, während Veysel auf Venedig & Berlin einen Gastauftritt hat. Das Stück Follow ist eine Kollaboration mit dem Rapper Sido und der Sängerin Leony. Zudem ist der Rapper Haftbefehl an HSHN beteiligt und der Rapper Rico ist auf dem Titel Spielen vertreten.

## Titelliste
CD 1: Für den Himmel
| #  | Titel                        | Gastmusiker | Produzenten                                           | Länge |
| -- | ---------------------------- | ----------- | ----------------------------------------------------- | ----- |
| 1  | Schlechte Zeiten, gute Musik |             | Beatzarre, Djorkaeff, B-Case, YenoBeatz               | 3:08  |
| 2  | Nicht allein                 |             | Beatzarre, Djorkaeff, Kalli                           | 2:47  |
| 3  | Spielen                      | Rico        | Beatzarre, Djorkaeff                                  | 2:37  |
| 4  | Wish                         | Olexesh     | Neal & Alex, The Cratez, MEZ                          | 2:29  |
| 5  | Venedig & Berlin             | Veysel      | Beatzarre, Djorkaeff, The Cratez, Neal & Alex, LS     | 2:23  |
| 6  | Falsche Propheten            |             | Beatzarre, Djorkaeff                                  | 2:36  |
| 7  | Follow                       | Sido, Leony | The Cratez, Neal & Alex                               | 2:25  |
| 8  | Adam & Eva                   |             | Beatzarre, Djorkaeff, The Cratez                      | 2:49  |
| 9  | Kampfgeist V                 |             | Beatzarre, Djorkaeff, Phil the Beat                   | 3:08  |
| 10 | Nur für dich                 |             | Beatzarre, Djorkaeff                                  | 3:13  |
| 11 | Wegen dir                    |             | Beatzarre, Djorkaeff, Phil the Beat                   | 2:35  |
| 12 | Wieder 2015                  |             | The Cratez, Beatzarre, Djorkaeff, Kalli, Thilo Brandt | 3:05  |

CD 2: Durch die Hölle
| #  | Titel                          | Gastmusiker | Produzenten                               | Länge |
| -- | ------------------------------ | ----------- | ----------------------------------------- | ----- |
| 1  | Legenden sterben nie           |             | Beatzarre, Djorkaeff                      | 3:31  |
| 2  | Splitter                       |             | Beatzarre, Djorkaeff                      | 3:21  |
| 3  | Kaputt                         |             | Beatzarre, Djorkaeff                      | 2:45  |
| 4  | Gib mir kein’ Grund            |             | Beatzarre, Djorkaeff, Kalli, Thilo Brandt | 3:09  |
| 5  | Social Media                   |             | Beatzarre, Djorkaeff, Kalli               | 2:51  |
| 6  | HSHN                           | Haftbefehl  | The Cratez                                | 2:22  |
| 7  | Ein Wort                       |             | Beatzarre, Djorkaeff                      | 2:53  |
| 8  | Tollwut                        |             | Beatzarre, Djorkaeff                      | 2:38  |
| 9  | Echt                           |             | Beatzarre, Djorkaeff                      | 2:44  |
| 10 | Für den Himmel durch die Hölle |             | Beatzarre, Djorkaeff, Kalli               | 3:01  |
| 11 | Immer wenn du schläfst         |             | Beatzarre, Djorkaeff                      | 3:00  |

## Rezeption
| Professionelle Bewertungen | Professionelle Bewertungen |
| -------------------------- | -------------------------- |
| Kritiken                   |                            |
| Quelle                     | Bewertung                  |
| laut.de                    | [ 2 ]                      |

Yannik Gölz von laut.de bewertete Für den Himmel durch die Hölle mit nur einem von fünf Punkten. Das Album biete „nicht viel außer hochgradig alberne E-Gitarren-Beats, pseudo-weises Macho-Gehabe und ein Vokabular, das in seiner Fantasielosigkeit mit einer Merkel-Neujahresansprache konkurriert.“ Vor allem der Song Follow sei ein „musikalisches Pandämonium der furchtbaren Entscheidungen.“

## Kommerzieller Erfolg

### Chartplatzierungen und Singles
Für den Himmel durch die Hölle stieg am 2. September 2022 auf Platz eins in die deutschen Albumcharts ein und konnte sich drei Wochen in den Top 10 halten. Insgesamt war es 66 Wochen in den Top 100 vertreten. In der ersten Chartwoche belegte das Album ebenfalls die Chartspitze der deutschsprachigen Albumcharts sowie die Chartspitze der Hip-Hop-Charts. In allen drei deutschen Chartlisten ist es je das siebte Nummer-eins-Album für Kontra K. In Österreich erreichte es Rang vier und in der Schweiz Position fünf.
In den deutschen Album-Jahrescharts 2022 belegte Für den Himmel durch die Hölle Platz sieben und wurde so in Deutschland zum erfolgreichsten Hip-Hop-Album des Jahres.
| ChartsChartplatzierungen | Höchstplatzierung | Wochen |
| ------------------------ | ----------------- | ------ |
| Deutschland (GfK)        | 1 (66 Wo.)        | 66     |
| Österreich (Ö3)          | 4 (19 Wo.)        | 19     |
| Schweiz (IFPI)           | 5 (9 Wo.)         | 9      |

| ChartsJahrescharts (2022) | Platzierung |
| ------------------------- | ----------- |
| Deutschland (GfK)         | 7           |

| ChartsJahrescharts (2023) | Platzierung |
| ------------------------- | ----------- |
| Deutschland (GfK)         | 75          |

Insgesamt wurden sechs Lieder (Social Media, Für den Himmel durch die Hölle, Gib mir kein’ Grund, Wieder 2015, Follow, Adam & Eva) im Vorfeld des Albums als Singles ausgekoppelt, die sich alle in den deutschen Top 100 platzieren konnten. Davon erreichte Follow mit Rang drei die höchste Platzierung. Nach Albumveröffentlichung erschienen zudem Musikvideos zu den Songs Kampfgeist V und Nur für dich, die ebenfalls die Charts erreichten.

### Auszeichnungen für Musikverkäufe
Im Jahr 2024 erhielt Für den Himmel durch die Hölle für mehr als 100.000 verkaufte Einheiten in Deutschland eine Goldene Schallplatte.

| Land/Region        | Auszeichnungen für Musikverkäufe (Land/Region, Auszeichnung, Verkäufe) | Verkäufe |
| ------------------ | ---------------------------------------------------------------------- | -------- |
| Deutschland (BVMI) | Gold                                                                   | 100.000  |
| Insgesamt          | 1× Gold ·                                                              | 100.000  |